# Snapseed
Snapseed — растровый графический редактор для обработки фотографий на мобильных устройствах.

## История
Snapseed был разработан компанией Nik Software и был доступен на iOS, OS X и Windows. Приложение поначалу было доступно только на iPad, но уже успело стать приложением года 2011 по версии Apple.
12 сентября 2012 года Google поглотила компанию Nik Software, разработчика Snapseed. На момент поглощения приложение уже существовало не только под iPad, но и под iPhone и iPod touch.
11 декабря 2012 года Google представила Snapseed под Android и обновила приложение под iOS, сделав его бесплатным.
9 апреля 2015 года вышло первое крупное обновление для приложения. Были добавлены новые фильтры и инструменты.

Скриншот Snapseed на iOS

## Возможности
Snapseed позволяет производить профессиональную обработку фотографий на телефоне, планшете или компьютере.

### Доступные инструменты обработки
- Коррекция: вносит автоматические правки.
- Резкость: повышает контурную резкость снимка.
- Кадрирование: позволяет обрезать снимок
- Поворот: позволяет совершать поворот или выравнивание изображения.
- Поворот/обрезка: позволяет обрезать, поворачивать и наклонять фото.
- Кисть: позволяет применять эффекты к отдельным частям изображения
- Выборочная коррекция: позволяет производить коррекцию только выбранных частей изображения.
- Точечная коррекция: устраняет мелкие погрешности (пыль, пятна).
- Виньетка: регулирует яркость вокруг объекта изображения.

### Фильтры для обработки фото
- Размытие: привлекает внимание к объекту за счет размытия фона.
- Блеск софита: эффект свечения.
- Тональный контраст: обеспечивает точную настройку контрастности между светлыми и темными участками.
- Эффект HDR: применяет эффект мультиэкспозиции.
- Расширение : Позволяет вам увеличить фотографии, а также выбирается фон белый чёрный и умный. Умный это точечно.
- Драма: добавляет эффект, специально подобранный для фотографии.
- Grunge: накладывает цветовой стиль, специально подобранный для конкретной фотографии.
- Крупное зерно: создает зернистое изображение.
- Винтаж: оформляет фотографии в стиле цветного кино.
- Retrolux: создает эффект состаренной фотографии.
- Нуар: создает эффект черно-белого кино.
- Ч/Б: накладывает черно-белый фильтр.
- Рамки: разнообразные варианты оформления краев изображения[4].

## Особенности
- При обработке ориентации изображения при небольших поворотах картинки недостающие части автоматически дорисовываются программой.
- Возможна отмена любого изменения фотографии, вне зависимости от последовательности изменений.
- Возможен пошаговый просмотр всех изменений.
- Все фильтры, примененные к одному изображению, можно применить и к другому[4].